# Campionati mondiali di lotta 2017
I campionati mondiali di lotta 2017 si sono svolti dal 21 al 27 agosto 2017 presso l'AccorHotels Arena di Parigi, in Francia.
Il russo Aleksandr Chekhirkin, classificatosi secondo nel torneo di lotta greco-romana categoria -75 kg, dopo essere risultato positivo ad un test anti-doping del 21 agosto 2021, è stato squalificato nel febbraio 2018. Con i provvedimento sanzionatorio gli è stata revocata l'attribuzione della medaglia d'argento e degli altri premi ricevuti. Conseguentemente l'ungherese Tamás Lőrincz, che aveva ottenuto il bronzo, è stato promosso alla medaglia d'argento e il turco Fatih Cengiz è stato portato al terzo posto e ha vinto la medaglia di bronzo.

## Classifica squadre
| Class | Lotta libera maschile | Lotta libera maschile | Lotta Greco-Romana | Lotta Greco-Romana | Lotta libera femminile  | Lotta libera femminile |
| Class | Squadra               | Punti                 | Squadra            | Punti              | Squadra                 | Punti                  |
| ----- | --------------------- | --------------------- | ------------------ | ------------------ | ----------------------- | ---------------------- |
| 1     | Stati Uniti           | 54                    | Russia             | 37                 | Giappone                | 60                     |
| 2     | Russia                | 53                    | Turchia            | 36                 | Bielorussia Stati Uniti | 38                     |
| 3     | Georgia               | 40                    | Iran               | 36                 | Bielorussia Stati Uniti | 38                     |
| 4     | Turchia               | 39                    | Georgia            | 31                 | Mongolia                | 25                     |
| 5     | Azerbaigian           | 32                    | Armenia            | 29                 | Turchia                 | 24                     |
| 6     | Giappone              | 28                    | Germania           | 29                 | Canada                  | 24                     |
| 7     | Cuba                  | 23                    | Ungheria           | 29                 | Cina                    | 20                     |
| 8     | Kazakistan            | 18                    | Kazakistan         | 24                 | Romania                 | 18                     |
| 9     | Iran                  | 16                    | Corea del Sud      | 22                 | Svezia                  | 18                     |
| 10    | Armenia               | 16                    | Azerbaigian        | 22                 | Nigeria                 | 17                     |

## Podi

### Lotta libera maschile
| Evento        | Oro                 | Argento               | Bronzo                                |
| fino a 57 kg  | Yūki Takahashi      | Thomas Gilman         | Andriy Yatsenko Erdenebatyn Bekhbayar |
| fino a 61 kg  | Haji Aliyev         | Gadzhimurad Rashidov  | Vladimer Khintšegašvili Yowlys Bonne  |
| fino a 65 kg  | Zurabi Iakobishvili | Magomedmurad Gadzhiev | Alan Gogayev Alejandro Valdés Tobier  |
| fino a 70 kg  | Frank Chamizo       | James Green           | Yūhi Fujinami Aķžürek Tañatarov       |
| fino a 74 kg  | Jordan Burroughs    | Khetag Tsabolov       | Soner Demirtaş Ali Šabanaŭ            |
| fino a 86 kg  | Hassan Yazdani      | Boris Makojev         | Vladislav Valiev J'den Cox            |
| fino a 97 kg  | Kyle Snyder         | Abdulrašid Sadulaev   | Aslanbek Alborov Georgij Ketoev       |
| fino a 125 kg | Geno Petriashvili   | Taha Akgül            | Nick Gwiazdowski Levan Berianidze     |

### Lotta greco-romana maschile
| Evento        | Oro                | Argento                            | Bronzo                              |
| fino a 59 kg  | Kenichiro Fumita   | Mirambek Ainagulov                 | Stepan Maryanyan Kim Seung-hak      |
| fino a 66 kg  | Ryu Han-su         | Mateusz Bernatek                   | Artëm Surkov Atakan Yüksel          |
| fino a 71 kg  | Frank Stäbler      | Demeu Zhadrayev                    | Mohammad Ali Geraei Bálint Korpási  |
| fino a 75 kg  | Viktor Nemeš       | Tamás Lőrincz Aleksandr Chekhirkin | Saeid Abdevali Fatih Cengiz         |
| fino a 80 kg  | Maksim Manukyan    | Radzik Kulijeŭ                     | Pascal Eisele Elvin Mursaliyev      |
| fino a 85 kg  | Metehan Başar      | Denis Kudla                        | Hossein Nouri Robert' K'obliashvili |
| fino a 98 kg  | Art'our Aleksanyan | Musa Evloev                        | Revaz Nadareishvili Balázs Kiss     |
| fino a 130 kg | Rıza Kayaalp       | Heiki Nabi                         | Óscar Pino Yasmani Acosta           |

### Lotta libera femminile
| Evento       | Oro                  | Argento                 | Bronzo                                       |
| fino a 48 kg | Yui Susaki           | Alina Vuc               | Kim Son-hyang Evin Demirhan                  |
| fino a 53 kg | Vanesa Kaladzinskaya | Mayu Mukaida            | Maria Prevolaraki Roksana Zasina             |
| fino a 55 kg | Haruna Okuno         | Odunayo Adekuoroye      | Iryna Kurachkina Becka Anne Leathers         |
| fino a 58 kg | Helen Maroulis       | Marwa Amri              | Aisuluu Tynybekova Michelle Fazzari          |
| fino a 60 kg | Risako Kawai         | Allison Mackenzie Ragan | Anastasija Grigorjeva Malin Johanna Mattsson |
| fino a 63 kg | Pürevdorjiin Orkhon  | Yuliya Tkach            | Jackeline Rentería Valeria Lazinskaya        |
| fino a 69 kg | Sara Doshō           | Aline Focken            | Yue Han Koumba Larroque                      |
| fino a 75 kg | Yasemin Adar         | Vasilisa Marzaliuk      | Justina Di Stasio Hiroe Suzuki               |

## Medagliere
| Pos.   | Paese          | Oro | Argento | Bronzo | Totale |
| ------ | -------------- | --- | ------- | ------ | ------ |
| 1      | Giappone       | 6   | 1       | 2      | 9      |
| 2      | Stati Uniti    | 3   | 3       | 3      | 9      |
| 3      | Turchia        | 3   | 1       | 4      | 8      |
| 4      | Georgia        | 2   | 0       | 3      | 5      |
| 5      | Armenia        | 2   | 0       | 2      | 4      |
| 6      | Bielorussia    | 1   | 2       | 2      | 5      |
| 7      | Germania       | 1   | 2       | 1      | 4      |
| 8      | Iran           | 1   | 0       | 3      | 4      |
| 9      | Azerbaigian    | 1   | 0       | 2      | 3      |
| 10     | Mongolia       | 1   | 0       | 1      | 2      |
| 10     | Corea del Sud  | 1   | 0       | 1      | 2      |
| 12     | Italia         | 1   | 0       | 0      | 1      |
| 12     | Serbia         | 1   | 0       | 0      | 1      |
| 14     | Russia         | 0   | 4       | 5      | 9      |
| 15     | Kazakistan     | 0   | 2       | 1      | 3      |
| 15     | Polonia        | 0   | 2       | 1      | 3      |
| 17     | Ungheria       | 0   | 1       | 2      | 3      |
| 18     | Ucraina        | 0   | 1       | 1      | 2      |
| 19     | Estonia        | 0   | 1       | 0      | 1      |
| 19     | Nigeria        | 0   | 1       | 0      | 1      |
| 19     | Romania        | 0   | 1       | 0      | 1      |
| 19     | Slovacchia     | 0   | 1       | 0      | 1      |
| 19     | Tunisia        | 0   | 1       | 0      | 1      |
| 24     | Cuba           | 0   | 0       | 3      | 3      |
| 25     | Canada         | 0   | 0       | 2      | 2      |
| 26     | Cile           | 0   | 0       | 1      | 1      |
| 26     | Cina           | 0   | 0       | 1      | 1      |
| 26     | Colombia       | 0   | 0       | 1      | 1      |
| 26     | Francia        | 0   | 0       | 1      | 1      |
| 26     | Grecia         | 0   | 0       | 1      | 1      |
| 26     | Kirghizistan   | 0   | 0       | 1      | 1      |
| 26     | Lettonia       | 0   | 0       | 1      | 1      |
| 26     | Corea del Nord | 0   | 0       | 1      | 1      |
| 34     | Svezia         | 0   | 0       | 1      | 1      |
| Totale | Totale         | 24  | 24      | 48     | 96     |